# Tchécoslovaquie aux Jeux olympiques de 1920
La Tchécoslovaquie participe aux Jeux olympiques de 1920 organisés à Anvers en Belgique. Il s'agit de sa première participation aux Jeux olympiques. La délégation tchécoslovaque remporte deux médailles de bronze, se situant à la 21e place du tableau des médailles.

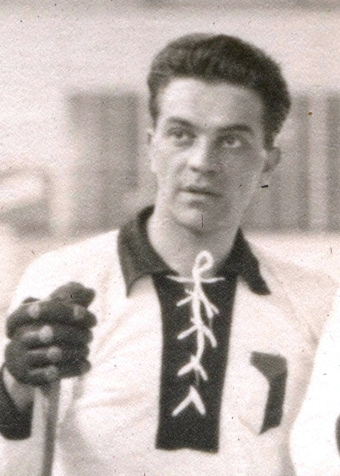
Josef Šroubek, médaillé de bronze avec l'équipe tchécoslovaque de hockey sur glace.

## Liste des médaillés tchécoslovaques[1]
| Médaille           | Athlète                                                                                            | Sport            | Épreuve      |
| ------------------ | -------------------------------------------------------------------------------------------------- | ---------------- | ------------ |
| Médaille de bronze | Karel Hartmann Vilém Loos Jan Palouš Jan Peka Karel Pešek Josef Šroubek Otakar Vindyš Karel Wälzer | Hockey sur glace | Hommes       |
| Médaille de bronze | Milada Skrbková Ladislav Žemla                                                                     | Tennis           | Double mixte |